# Departamento de Servicios Humanos de Misisipi
El Departamento de Servicios Humanos de Misisipi (Mississippi Department of Human Services, MDHS) es una agencia del Estado de Misisipi. Tiene su sede en Jackson. La agencia proporciona servicios humanos y servicios para familias. Gestiona el Oakley Youth Development Center (anteriormente la Oakley Training School), un reformatorio para niños. MDHS ha cerrado la Columbia Training School, un reformatorio para niñas y jóvenes cerca de Columbia.